# Алеш Крањц
Алеш Крањц (словен. Aleš Kranjc; рођен 29. јула 1981. у Јесеницама, СР Словенија) професионални је словеначки хокејаш на леду који игра на позицији одбрамбеног играча.
Крањц је професионалну каријеру започео 1997. године у екипи Акрони Јесеница где је и провео највећи део играчке каријере (пуних 11 сезона). Са екипом из Јесеница освојио је три титуле државног првака Словеније (у сезонама 2004/05, 2005/06. и 2007/08). У сезони 2009/10. прелази у редове ЕБЕЛ лигаша Вијена капиталса где се задржао само једну сезону, а потом и у мађарски Алба волан (који се такође такмичио у ЕБЕЛ лиги, а са којом је уједно освојио и првенство Мађарске). У сезони 2011/12. наступао је за учесника Чешке екстралиге ХК Будјејовице. Тренутно игра за немачки Келнер хаје који се такмичи у немачкој ДЕЛ лиги (од сезоне 2012/13. до данас). 
За националну селекцију први пут је заиграо на европском првенству за јуниоре 1997, док је први наступ у сениорској репрезентацији забележио на Светском првенству 2000. године (укупно је наступао 9 пута на светским првенствима). Био је и део олимпијског тима Словеније на Зимским олимпијским играма 2014. у Сочију.